# Lázár Egon
Lázár Egon (Budapest, 1921. december 30. – 2018. szeptember 15.) magyar színházi szakember, gazdasági igazgató, író.

## Élete
Édesapja banktisztviselő volt. Családjával 1924-től Budán élt. Elemi iskola után nyolc évig tanult a Cisztercieknél. Zsidó származása miatt nem tanulhatott tovább a felsőoktatásban. Gyors és gépíróként végzett, majd első munkahelye a hatvani cukorgyár lett. A második világháborúban, 1942-ben munkaszolgálatra, majd 1944-ben orosz hadifogságba került. 1947-ben térhetett vissza Magyarországra. 
1947-től a Városi Színház munkatársa volt, 1950-től gazdasági igazgatója. 1951-től az Operaház munkatársa volt. A munka mellett a Számviteli Főiskolán képezte magát. 1954-1968 között az Állami Faluszínház (Állami Déryné Színház) gazdasági igazgatóhelyettese volt. 1968-1974 között a Vidám Színpad munkatársa volt, majd 1974-től a Magyar Színházi Intézetben dolgozott. 1976-tól 2010-ig, nyugdíjba vonulásáig a Vígszínház gazdasági igazgatója volt. Nyugdíjazása után az intézmény gazdasági tanácsadójaként tevékenykedett. 2018 szeptember 15-én hunyt el. 2018. október 5-én helyezték örök nyugalomra a Farkasréti temetőben.
Felesége Lázár Iza. Gyermekük, Bea 1955-ben született.

## Könyvei
- Visszapillantó. Színházi évtizedek; Corvina, Bp., 2014
- Ráadás. Újabb visszapillantások; Corvina, Bp., 2017
- Harmadik csengetés. Beszélgetés barátaimmal; Corvina, Bp., 2018

## Díjai és kitüntetései
- Roboz Imre-díj (1992)
- Magyar Köztársasági Arany Érdemkereszt (1992)[4]
- Budapestért-díj (1997)[13]
- Bánffy Miklós-díj (2002)
- Gundel művészeti-díj (2006)
- A Magyar Köztársaság Érdemrend lovagkeresztje (2006)[4]
- Budapest díszpolgára (2010)